# Clär Weglein
Clär Weglein (26. November 1895 in Ulm; † 4. Februar 1973 in Stuttgart) war eine deutsche Musikpädagogin.

## Leben
Clär Weglein war die Tochter des Kaufmanns Max Weglein und seiner Frau Bella Pauline, geb. Theilheimer. Sie wuchs in Ulm auf und besuchte dort eine Schule für höhere Töchter. Ab 1917 studierte sie Klavier am Königlichen Konservatorium für Musik in Stuttgart. Anschließend erhielt sie an der inzwischen in „Hochschule für Musik Stuttgart“ umbenannten Lehranstalt eine Anstellung als Lehrbeauftragte für die Fächer „Ausbildung des Klangbewusstseins“ und „Musikdiktat“, Fächer, die eine Vorstufe der heutigen „Gehörbildung“ waren. 1929 wurde Wegleins einfacher Lehrauftrag für Gehörbildung in einen außerordentlichen Lehrauftrag umgewandelt.
Im August 1935 wurde Weglein die Aufnahme in die Reichsmusikkammer verweigert, da sie nach den nationalsozialistischen Gesetzen als „Jüdin“ galt. Damit konnte sie ihren Beruf nicht mehr ausüben und wurde im Juli 1936 entlassen. In der Folgezeit arbeitete Clär Weglein hauptsächlich als freie Klavierlehrerin in Ulm und Stuttgart, zudem erteilte sie Unterricht im Umfeld der Stuttgarter Jüdischen Kunstgemeinschaft. Nach der Reichspogromnacht war Weglein jedoch auch dieser Weg versperrt. Weglein floh mit ihrer Schwester Irma Johanna nach Schottland, wo sie als Hausangestellte in Privatfamilien arbeitete.
Im Juli 1946 wurde Clär Weglein von der Hochschule für Musik in Stuttgart zurückgerufen. Im Frühjahr 1947 kehrte sie mit ihrer Schwester nach Stuttgart zurück und wurde als Gehörbildungslehrerin wieder angestellt. Hier unterrichtete sie bis zu ihrem Ruhestand 1961.